# Italia. Bien Común
Italia. Bien Común (en italiano Italia. Bene Comune) fue una coalición electoral italiana de centroizquierda creada para enfrentar las elecciones generales de Italia de 2013. La componían los siguientes partidos:
- Partido Democrático (Partito Democrático - PD), liderado por Pier Luigi Bersani.
- Izquierda Ecología Libertad (Sinistra Ecologia Libertà - SEL), liderado por Nichi Vendola.
- Partido Socialista Italiano (Partito Socialista Italiano - PSI), liderado por Riccardo Nencini.
- Centro Democrático (Centro Democrático - CD), liderado por Bruno Tabacci.

También eran parte de la coalición partidos regionales, como el Partido Popular Sudtirolés, el Partido Autonomista Trentino Tirolés, Autonomías, Libertad, Participación, Ecología, Moderados y la lista El Megáfono del presidente de Sicilia Rosario Crocetta.
La alianza fue anunciada el 31 de julio de 2012 por el secretario del Partido Democrático, Pier Luigi Bersani, y lanzada oficialmente el 13 de octubre, con la firma de una plataforma política en común.
De acuerdo a los términos del acuerdo, cada partido en la coalición compitió de manera separada en las elecciones de 2013, pero tuvieron un candidato en común para el cargo de primer ministro. Este fue seleccionado mediante elecciones primarias, que se realizaron el 25 de noviembre y 2 de diciembre, y que dieron como ganador a Pier Luigi Bersani.